# Celama nigrofasciata
Celama nigrofasciata är en fjärilsart som beskrevs av Philipp Christoph Zeller 1872. Celama nigrofasciata ingår i släktet Celama och familjen trågspinnare. Inga underarter finns listade i Catalogue of Life.